# 东方小蛙蟹
东方小蛙蟹（学名：Ranilia orientalis）为蛙蟹科小蛙蟹属的动物。分布于日本以及中国大陆的近海等地，常见于海水。
其种加词“orientalis”意为“东方的”。